# Leicester (Massachusetts)
Leicester is een stad (town) in Worcester County in de Amerikaanse staat Massachusetts. De stad telde in 2000 10.471 inwoners.
De stad werd in 1713 opgericht en werd officieel erkend in 1714. De stad werd eigenlijk de Towtaid genoemd, naar de Nipmuc die het land hadden "verkocht", maar later werd het Strawberry Hill genoemd. Dit kwam doordat de stad bekend was geworden door zijn aardbeien (strawberries). Uiteindelijk werd er gekozen voor de naam Leicester, naar de Engelse stad Leicester.
Leicester speelde een rol in de oorlog voor onafhankelijkheid. De Amerikaanse term minutemen is ontstaan in deze stad. De term was ontstaan tijdens de Committee of Safety. De Amerikaanse Kolonel William Henshaw zou gezegd hebben: "we must have companies of men ready to march upon a minute's notice" ("we moeten militairen hebben die binnen een minuut nadat een order is binnengekomen, gereed zijn"). Uit die zinsnede is uiteindelijk de term minuteman ontstaan.
Leicester maakte de Industriële Revolutie van Amerika zeer duidelijk mee. Men veranderde van vrijwel alleen landbouw naar toenemende industrie. De stad en directe omgeving bloeide tijdens deze overgangsperiode. Eén van de grootste industrieën die ontstond was die van de textiel. Bekende industriëlen als Elias Howe, Henry Graton en Joseph Knight begonnen in deze stad. Maar vanaf de jaren 80 van de 19e eeuw daalde de industrie in Leicester. De textielindustrie wist het nog lang vol te houden, onder meer dankzij de trots van de bewoners die bij fabrieken woonden alsook dankzij de grote hoeveelheid water die er was om deze fabrieken draaiend te houden. Het laatste textielbedrijf sloot in 1991. Sindsdien is de landbouw weer de grootste bron van inkomsten.